# Arval
Arval este o companie de leasing operațional, controlată de BNP Paribas
Fondată în 1989, Arval este lider pe piața leasingului operațional în Franța și Italia.
În prezent (martie 2009), Arval activează în 39 de țări, deținând 22 de unități și având o rețea de parteneriate în alte 17 țări.
Compania este specializată în închirierea pe termen lung de autovehicule, cu toate serviciile incluse.

## Arval în România
Compania a intrat pe piața românească la sfârșitul anului 2006.
La sfârșitul anului 2009 administra 2.750 de mașini, față de 1.700 în anul 2008.
În anul 2010 compania a gestionat circa 3.500 de mașini.
Cifra de afaceri:
- 2010: 20 milioane euro[6]
- 2009: 15 milioane euro[2]
- 2008: 9 milioane euro[7]